# Chiesa di San Salvatore (Spoleto)
La chiesa di San Salvatore si trova a Spoleto (Perugia) e rappresenta una delle principali testimonianze architettoniche longobarde della Langobardia Minor. L'ispirazione monumentale dei duchi longobardi di Spoleto si manifestò qui nel rifacimento della chiesa nell'VIII secolo. La basilica è parte integrante del cimitero monumentale di Spoleto e si erge sul colle Ciciano, fuori dalle mura medievali della città.
Fa parte del sito seriale "Longobardi in Italia: i luoghi del potere", comprendente sette luoghi densi di testimonianze architettoniche, pittoriche e scultoree dell'arte longobarda, iscritto alla Lista dei patrimoni dell'umanità dell'UNESCO nel giugno 2011. Oltre al vicino Tempietto del Clitunno a Campello, i restanti 5 siti sono: il castrum di Castelseprio-Torba con la chiesa di Santa Maria foris portas  (VA),  il complesso monastico di San Salvatore – Santa Giulia (BS), il Tempietto Longobardo a Cividale del Friuli (UD), la Chiesa di Santa Sofia (BN) ed il Santuario garganico di San Michele a Monte Sant’Angelo (FG).

## Storia

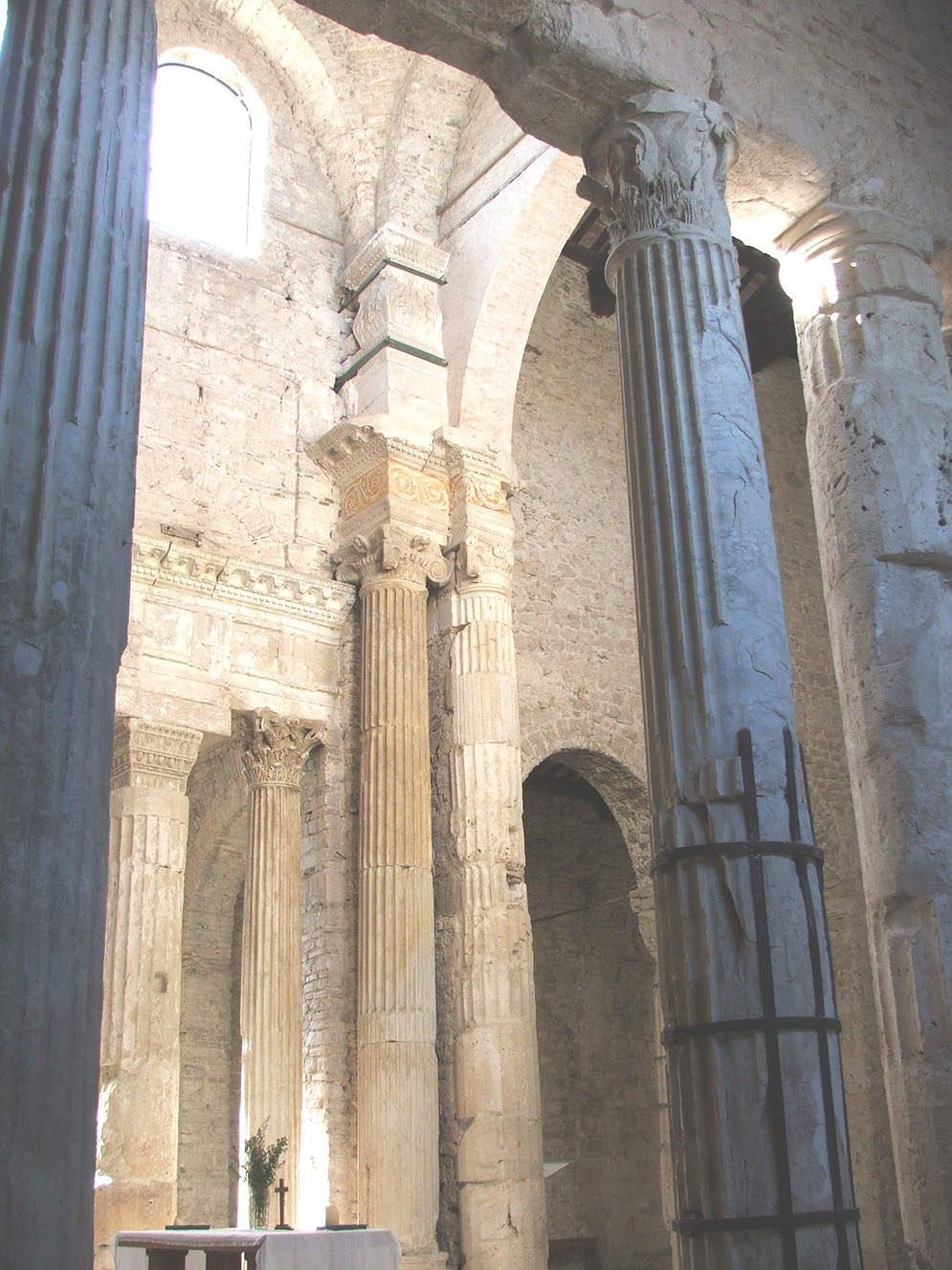
Presbiterio

Non esistono documenti che accertino la data precisa di edificazione della basilica. Numerose sono le ipotesi, la più accreditata delle quali fa presumere che la chiesa sia stata costruita tra la fine del IV secolo e inizio V secolo, sul luogo dove era ubicata una villa romana, e dove erano state sepolte le spoglie di San Concordio, martire sotto Marco Aurelio. L’edificio presenta infatti elementi cristiano-occidentali ed elementi orientali, probabilmente apportati dai monaci siriaci che si stanziarono nella zona di Spoleto durante il IV secolo. Inizialmente la basilica era dedicata a San Concordio, l’edificio fu poi restaurato dai longobardi a seguito di un evento che lo aveva danneggiato e acquisì la denominazione attuale di San Salvatore nell'814, comune per le chiese di epoca altomedievale. Durante l’XI secolo riacquisì la denominazione primitiva fino al 1600 quando assunse il nome di Chiesa del Crocifisso per via dell’immagine del Cristo crocifisso collocata sull’altare. Infine, nel XX secolo riacquisì l’attuale denominazione, nonostante i diversi lavori di restauro nel 1906, 1919-21, 1938, 1950 che hanno eliminato le alterazioni subite nei secoli e hanno ripristinato gli elementi di epoca paleocristiana.

## Architettura
L'impianto di San Salvatore, probabilmente di origine funeraria, è basilicale a tre navate; anche il presbiterio è tripartito, ed è coperto da una volta a base ottagonale. L'abside è semicircolare ed è esternamente chiusa da un muro rettilineo; ai lati la fiancheggiano due ambienti absidati, con volta a crociera.
L'interno ha perduto l'originale decorazione a stucco e pittorica, ma conserva la ricca trabeazione con fregio dorico, impostata su colonne anch'esse doriche (nella navata) o corinzie (nel presbiterio). Dell'originale facciata dell'VIII secolo, scandita da lesene e divisa in due ordini da una cornice, si sono persi la ricca decorazione e il frontone triangolare, tranne le cornici delle finestre e i tre portali scolpiti con motivi classici, provenienti da materiale di risulta ricavato da edifici romani preesistenti, come quasi sempre avviene in opere longobarde.
Nonostante la scarsa propensione dei duchi committenti ad accogliere la contemporanea rinascita anticheggiante che si sperimentava a Roma, il restauro della chiesa spoletina condotto dai Longobardi raggiunse, come già nel Tempietto del Clitunno, una coerenza classicheggiante eccezionale, sia nella struttura architettonica scandita dalle colonne di navata e presbiterio, sia nella ripresa dei modelli decorativi romani.